# يكترينا أتكوفا
يكترينا أتكوفا مواليد 20 أبريل 1985 في سانت بطرسبرغ، هي لاعبة كرة يد روسية تلعب كجناح أيمن. مثلت منتخب روسيا لكرة اليد للسيدات.

## سجل المنافسة
شاركت في البطولات التالية:
- بطولة العالم لكرة اليد للسيدات 2015

## روابط خارجية
- يكترينا أتكوفا على موقع الاتحاد الأوروبي لكرة اليد (الإنجليزية)